# Particulazona milnei
Particulazona milnei is een keverslakkensoort uit de familie van de Lepidochitonidae. De wetenschappelijke naam van de soort is voor het eerst geldig gepubliceerd in 1993 door Kaas.